# Розмах крила

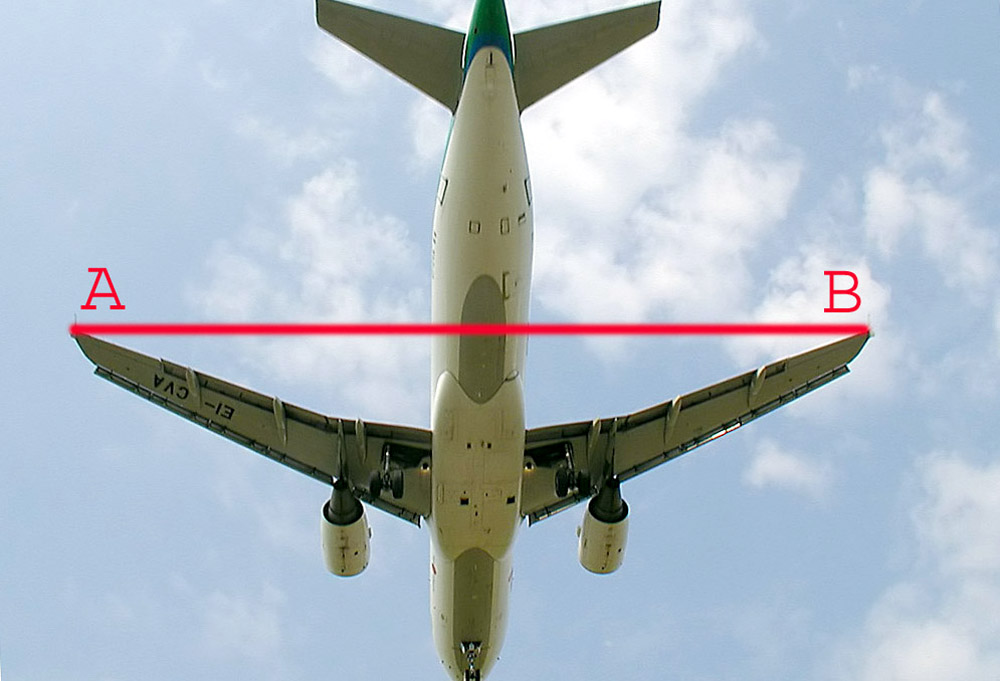
Відстань між A і B — розмах крила літака Airbus A320

Розмах крила — параметр крилатих літальних апаратів та летючих тварин, найбільша можлива відстань між двома точками крила. Наприклад, для літака Boeing 777 розмах крила становить 60 м. Термін можуть вживати не тільки щодо апаратів з нерухомими (фіксованими) крилами, але й щодо птахів, птерозаврів, кажанів, комах та збудованих за їх прикладом штучних літальних апаратів — орнітоптерів. Із сучасних тварин найбільший розмах крила у мандрівного альбатроса, що у рекордного птаха, упійманого в 1965 році, досягав 3,63 м.

## Розмах крил літака
Розмах крила літака завжди вимірюється по прямій лінії, від кінчика до кінчика крила, незалежно від форми крила або його стрілоподібності.

### Вплив на дизайн літаків і еволюцію тварин
Підйомна сила крил пропорційна їхній площі, тому чим важча тварина або літак, тим більшою має бути ця площа. Площа дорівнює добутку розмаху на ширину (середню хорду) крила, тому або довге вузьке крило, або коротке і широке крило буде підтримувати однакову масу. Для ефективного стабільного польоту відношення розмаху до хорди, тобто співвідношення сторін, має бути якомога більшим (обмеження зазвичай є конструктивними), оскільки це зменшує аеродинамічний опір, пов'язаний з неминучими вихорами на кінчиках крил. Птахи з великою дальністю польоту, такі як альбатроси, і більшість комерційних літаків максимізують співвідношення сторін. З іншого боку, тварини і літаки, які залежать від маневреності (винищувачі, хижаки і здобич, а також ті, що живуть серед дерев і кущів, ловці комах і т.д.), повинні мати можливість швидко кренуватися для повороту, а високий момент інерції довгих вузьких крил, а також високий кутовий опір і швидке врівноваження підйомної сили елеронів з підйомною силою крила при низькій швидкості обертання призводять до менших швидкостей крену. Для них кращими є короткі широкі крила з коротким розмахом. Крім того, наземне обслуговування літаків з дуже високим співвідношенням сторін є значною проблемою, і літаючі тварини можуть зіткнутися з подібними проблемами.
Найвище співвідношення сторін крила, створене людиною, - це пропелери літаків, в їхній найбільш екстремальній формі - гвинти гелікоптерів.

## Розмах крил летючих тварин
Щоб виміряти розмах крил птаха, живого або щойно загиблого екземпляра кладуть на спину, захоплюють крила в зап'ясткових суглобах і вимірюють відстань між кінчиками найдовших первинних пір'їн на кожному крилі.
Розмах крил комахи відноситься до розмаху крил пришпилених зразків і може означати відстань між центром грудної клітки та верхівкою крила, збільшену вдвічі, або ширину між верхівками крил, коли крила поставлені так, щоб задній край крила був перпендикулярний до тіла.

## Розмах крил у спорті
У баскетболі та футболі на сітці для визначення розмаху крил гравця, який також називають розмахом рук, використовується вимірювання від кінчика пальця до кінчика пальця. У термінології боксу це називається досяжністю. Розмах крил 16-річної Бі Джей Ані, найкращої баскетбольної гравчині юніорського класу 2013 року, яка грала за команду «NC State Wolfpack men's basketball» штату Північна Кароліна, був офіційно виміряний на рівні 7 футів 9 дюймів (2. 36 м) в поперечнику, що є одним з найдовших показників серед усіх потенційних гравців Національної баскетбольної асоціації, а також найдовшим показником для гравців не вище 7 футів, хоча Аня не була обрана на драфті у 2017 році. 
Розмах крил Мануте Бола, 8 футів 6 дюймів (2,59 м), є (станом на 2013 рік) найдовшим в історії НБА, а його вертикальний виліт становив 10 футів 5 дюймів (3,18 м) .